# David Bellos
David Bellos (né en 1945) est un traducteur et biographe d'origine anglaise. Bellos est professeur de littérature française et professeur de littérature comparée à l'Université de Princeton aux États-Unis . Il a été directeur du programme de traduction et de communication interculturelle de Princeton depuis sa création en 2007 jusqu'au 1er juillet 2019. 

## Biographie
Bellos a obtenu une licence en langues médiévales et modernes (français et russe) en 1967 et un doctorat en 1971 pour sa thèse intitulée "Balzac Criticism in France, 1850-1900" (en français: "La critique balazacienne en France, 1850-1900". De 1972 à 1996, il a été chargé de cours et professeur de français dans diverses universités en Écosse et en Angleterre. Il a rejoint la faculté de l'université de Princeton en 1997. 
Les sujets de recherche de Bellos incluent Honoré de Balzac et Georges Perec. Bellos a publié une traduction de La Vie mode d'emploi, le roman le plus célèbre de Perec, sous le titre Life A User's Manual, en 1987. Il a remporté le premier  prix de la traduction du  Man Booker International Award en 2005 pour ses traductions d'œuvres de l'auteur albanais Ismaïl Kadaré, bien qu'il ne parle pas l'albanais; les traductions ont été faites à partir des traductions françaises de Jusuf Vrioni. 
Bellos a écrit trois biographies littéraires et une introduction aux études de traduction, Is That a Fish in Your Ear? Translation and the Meaning of Everything (2011). Il est également l'auteur de The Novel of the Century, qui raconte comment Victor Hugo a écrit Les Misérables . 
À la suite de la parution de sa biographie de Jacques Tati parue en 2002, il fait une apparition dans The Magnificent Tati, un documentaire sur le cinéaste Jacques Tati. 
Il est le père de l'écrivain et journaliste Alex Bellos(en). 

## Prix et distinctions
- Officier de l'ordre des Arts et des Lettres, 2017
- Chevalier de l'ordre des Palmes académiques, 1988[5]
- Prix international Man Booker 2005, pour la traduction d'œuvres d' Ismaïl Kadaré [2]
- 2017 American Library in Paris Book Award award for The Novel of the Century
- Prix Howard T. Berhman 2019 pour distinction pour réalisations exceptionnelles en sciences humaines, Université de Princeton

## Publications

### Traductions
- Georges Perec: Life A User's Manual, 1987 (French-American Foundation's translation prize); new edition, 2008
- Georges Perec: W, or the Memory of Childhood, 1988
- Georges Perec: Things: A Story of the Sixties, 1990
- Georges Perec: 53 Days, 1992
- Ismaïl Kadaré: The Pyramid, 1995
- Ismaïl Kadaré:The File on H, 1996
- Georges Ifrah: A Universal History of Numbers, 2000
- Ismaïl Kadaré: Spring Flowers, Spring Frost, 2001
- Fred Vargas: Have Mercy On Us All, 2003
- Fred Vargas: Seeking Whom He May Devour, 2004
- Ismaïl Kadaré: The Successor, 2005
- Ismaïl Kadaré: Agamemnon's Daughter, 2006
- Ismaïl Kadaré: The Siege, 2008
- Hélène Berr: Journal, 2008
- Georges Perec: Thoughts of Sorts, 2009
- Romain Gary: Hocus Bogus, 2010
- Georges Perec: The Art and Craft of Approaching Your Head of Department to Submit a Request for a Raise, 2011
- Georges Simenon: Pietr the Latvian, 2013
- Daniel Anselme: On Leave, 2014
- Ismaïl Kadaré: Twilight of the Eastern Gods, 2014
- Georges Perec: Portrait of a Man, 2014 (UK), 2015 (USA)
- Georges Perec: I Remember, 2014 (USA) (avec Philip Terry)
- Paul Fournel, Dear Reader, 2014 (UK)
- Frédéric Dard, Bird in A Cage (2016)
- Georges Simenon, The Pitards (2017)
- Delphine Horvilleur, Anit-Semitism Revisited (2022)
- Maxime Rovere, How To Deal With Idiots (2021)
- Victor Hugo, Seventeen Ninety-Three (à paraître en 2026)

### Biographies
- Georges Perec : une vie dans les mots, Seuil, 1994. (Prix Goncourt de la biographie). Édition originale: Georges Perec: A Life in Words, 1993. Édition japonaise, 2014, hébreue, 2016. Nouvelle édition revue et mise à jour, Seuil, 2022. Traduction allemande de la nouvelle édition, Diaphenes, 2023.
- Jacques Tati. Sa vie et son art, 2002. (édition originale: Jacques Tati. His Life and Art, 1999). Traduction italienne, Sagoma, 2021. Traduction allemande, Mitteldeutscher Verlag, 2024
- Romain Gary. A Tall Story, Harvill Secker, November 2010

### Autres ouvrages
- Balzac Criticism in France, 1850–1900. The Making of a Reputation. Oxford, 1976
- La Cousine Bette. A Critical Guide. London, 1981
- Old Goriot (Landmarks of World Literature). Cambridge, 1987. Hebrew translation, Tek Aviv, 1990.
- Is That a Fish in Your Ear? Translation and the Meaning of Everything. London and New York, 2011. Paperback edition, 2012.
Traduit en français par Daniel Loayza sous le titre Le poisson & le bananier, Flammarion, 2012; nouvelle édition sous le titre La Traduction dans tous ses états, Flammarion Champs, 2018.  Traduit en espagnol par Vicente Campos sous le titre Un Pez en la higuera. Ariel, 2012; en allemand par Silvia Morawetz sous le titre Was macht der Fisch in meinem Ohr?, Eichborn, 2013. Traduit également en russe, en japonais, en chinois  et en arabe.
- The Novel of the Century: The Extraordinary Adventure of Les Misérables. London and New York, 2017. Traduit en coréen,  (2018), en japonais (2018) et en chinols (2020).
- Who Owns This Sentence? A History of Copyright and Wrong. Avec Alexandre Montagu. Londres: Mountain Lion Press, 2023; New York; W. W. Norton, 2024. Traduction italienne sous le titre Il capitalismo della cultura (Marsilio editore, 2024); traduction espagnole sous le titre Copyright, La Industria que mueve el mundo (Peninsula, 2025). Traductions russe, coréen et chinois en cours.